# Ninjala
Ninjala ist ein kostenloses Multiplayer-Action-Videospiel, das von GungHo Online Entertainment entwickelt und veröffentlicht wurde. Nachdem das Spiel auf der Electronic Entertainment Expo 2018 vorgestellt worden war, wurde es am 24. Juni 2020 für die Konsole Nintendo Switch veröffentlicht.

## Spielablauf
Ninjala konzentriert sich auf ein gleichnamiges Turnier der World Ninja Association, Ninjala wurde von bubblegum entwickelt. Das Spiel konzentriert sich hauptsächlich auf Nahkampf mit Kaugummiwaffen. Der Spieler kann doppelt springen und an Wänden entlang rennen. Ein Match besteht aus bis zu acht Spielern, die entweder in Viererteams oder jeder für sich gegeneinander antreten.
Bubbles können aufgeblasen werden, um Fähigkeiten auszulösen, z. B. als Fernkampfangriff auf Gegner zu schießen oder eine Luftstoßbewegung zu aktivieren. Ihre Kraft kann erhöht werden, indem Drohnen zerstört werden, die regelmäßig auf der Karte erscheinen, sodass der Spieler bei voller Ladung eine größere Nahkampfwaffe herstellen kann. Der Spieler kann sich auch als Requisite auf dem Spielfeld verkleiden. Punkte werden hauptsächlich durch Ausschalten von Gegnern erzielt, und ein „Ippon“–Bonus kann als Teil eines KO erzielt werden, wenn der Spieler dies in Kombination mit seinen Fähigkeiten tut. Jedes Spiel dauert vier Minuten und der Spieler oder die Mannschaft, die die meisten Punkte erzielt, wenn der Timer abgelaufen ist, gewinnt.